# Sciomyza aristalis
Sciomyza aristalis är en tvåvingeart som först beskrevs av Daniel William Coquillett 1901.  Sciomyza aristalis ingår i släktet Sciomyza och familjen kärrflugor. Inga underarter finns listade i Catalogue of Life.